# Johnny Grande
John A. Grande (* 14. Januar 1930 in Pennsylvania; † 2. Juni 2006) war ein US-amerikanischer Musiker. Er spielte von 1949 bis 1963 Piano und Akkordeon bei Bill Haley and the Saddlemen, später Bill Haley & His Comets.
Zusammen mit der Band spielte Grande in einigen Filmen mit. Im Jahr 1987 vereinigte Grande zusammen mit ehemaligen Mitgliedern die Bill Haley’s Original Comets neu. Er tourte bis zuletzt mit der Band.

## Filme
- 1956 – Außer Rand und Band (Rock Around the Clock) und die Fortsetzung Don't Knock the Rock
- 1959 – Hier bin ich – hier bleib' ich
- 1961 – Besito a Papa
- 1961 – Juventud rebelde
- 1962 – A ritmo de twist